# Lukulu (Sambia)
Lukulu ist eine Marktstadt in der Westprovinz von Sambia mit 19.344 Einwohnern (2022). Sie liegt etwa 1050 Meter über dem Meeresspiegel und ist Sitz der Verwaltung des gleichnamigen Distrikts.

## Geografie
Lukulu liegt am Sambesi. Unterhalb von Lukulu öffnet sich die Barotseebene mit einer mehrere zehn Meter mächtigen Sandschicht, die jedes Jahr überflutet wird und ein beachtliches Grundwasserreservoir bildet.

## Wirtschaft
Hier wurden die größten Erfolge bei der Senkung der Armut seit 1998 erreicht. Die weiten Uferauen des Sambesi bestehen aus Sand, sind aber fruchtbar. Bei Lukulu schifft die Fähre Deep Sand der Santa Maria Mission über den Sambesi. 2003 wurden Schürfrechte für Diamanten erteilt.

## Infrastruktur
In Lukulu stehen ein Krankenhaus, Grund- und Sekundarschulen, eine Tankstelle und einige Geschäfte. Es gibt eine ungeteerte, 1200 Meter lange Flugpiste. Anbindung hat es über die Schotterpiste nach Kaoma Richtung Lusaka. Alternativ Verbindungen laufen über Angola. Über die Straße oder die Benguelabahn von Luanda bis Cangimbe am Fluss Lungwebungu und dann per Boot weiter bis Lukulu und Mongu, was wesentlich vom Wasserstand abhängt.